# Ala Kheir
Ala Kheir (arabe : علاء خير), né le 1er avril 1985 est un photographe, cinéaste et ingénieur en mécanique soudanais.
Il s'est fait connaître comme l'un des fondateurs du Sudanese Photographers Group à Khartoum en 2009 et grâce à des expositions internationales de ses photographies, ainsi que pour le réseautage et la formation des photographes en Afrique.

## Biographie

### Jeunesse et formation
Ala Kheir naît le 1er avril 1985 à Nyala, dans le Darfour du Sud, puis déménage, encore enfant, dans la capitale Khartoum avec ses parents. Pendant les vacances d'été, il se rend fréquemment à Nyala puis prend des photos de la vie des gens dans la région des montagnes de Marrah.
Kheir étudie l'ingénierie mécanique en Malaisie et débute en parallèle comme photographe autodidacte.

### Sudanese Photographers Group et pédagogie
À son retour au Soudan en 2009, lui et d'autres photographes de Khartoum créent le Sudanese Photographers Group (Groupe des Photographes Soudanais). Ce groupe commence à prendre des photographies et l'enseigner en tant que forme d'art visuel (en) à part entière, en intégrant des photographes en herbe dans leurs ateliers et expositions.
Kheir s'implique dans le réseautage et la formation des photographes en Afrique, notamment avec les Centers of Learning for Photography in Africa (Centres d'apprentissage pour la photographie en Afrique) à Johannesbourg, en Afrique du Sud. Ce réseau regroupe des plateformes africaines actives dans l'enseignement de la photographie, où les membres « échangent des idées et des méthodologies pédagogiques et apprennent également en tant que formateurs ».
L'un des manifestations d'une telle formation et d'un tel réseautage est une série d'ateliers et d'expositions de photos à Khartoum entre 2014 et 2016, intitulée « Mugran Foto Week ». L'exposition de 2016 présente les résultats collectifs d'un atelier intitulé « Modern Times », mené l'année précédente par les photographes Michelle Lukidis d'Afrique du Sud et André Lützen d'Allemagne.
Il dirige depuis le début des années 2020 The Other Vision, une plateforme pour l'enseignement de la photographie au Soudan.

### Conflits au Soudan
En avril 2024, le magazine d'information The Continent rapporte comment Kheir et sa famille ont été touchés par la révolution de 2018 et la guerre de 2023 au Soudan. Au début de la révolution, il déménage avec sa famille de Khartoum au Caire, en Égypte. Il retourne ensuite au Soudan pour photographier le mouvement antigouvernemental à Khartoum et dans d'autres villes. Il se rend ensuite au Darfour, la région occidentale du Soudan d'où ses parents sont originaires, afin d'effectuer des recherches et de documenter comment les gens de cette région ont survécu à des décennies de conflit. Après le déclenchement de la guerre entre les groupes militaires opposés, la nourriture, l’eau et l’électricité se font rares, et Kheir se retrouve menacé par des soldats qui semblent « plus terrifiants que les cadavres » dans les rues de la région de Khartoum. Après avoir survécu quelques semaines chez ses parents à Omdurman, il se rend à Wad Madani, la deuxième plus grande ville du pays. De nombreuses autres personnes trouvent refuge dans cette ville et Kheir devient photographe de guerre. Finalement, il doit fuir le Soudan vers les Émirats arabes unis, ne pouvant communiquer qu'au moyen d'Internet avec ses parents restés au Soudan, ou avec sa femme et ses enfants en Égypte, qui a de fait fermé ses frontières à davantage de réfugiés soudanais,.

### Autres engagements
Pendant plusieurs années, Kheir est membre du jury du Prix international de la photographie africaine contemporaine (en) (CAP Prize) à Bâle, en Suisse, « décerné chaque année à cinq photographes dont les œuvres ont été créées sur le continent africain ou qui s'engagent auprès de la diaspora africaine »,.
Tandis qu'il est engagé dans une conversation en ligne en octobre 2022 avec les collections spéciales de la de la bibliothèque de l'université de Durham et le Photography Legacy Project, Ala Kheir est arrêté et harcelé par la police de sécurité soudanaise, probablement parce qu'il est soupçonné d'être impliqué dans des manifestations citoyennes.

### Publications
En 2024, Lützen publie ses propres photographies dans le livre d'artiste Khartoum – A Tale of Three Cities.
Dans l'article « Street Photography : A Glimpse into Khartoum Architecture and Urban Design » pour le magazine World Architecture, Kheir réfléchit sur la nature de la photographie de rue telle qu'il la connaissait avant la guerre :

« En tant que photographe, la photographie de rue a ses joies uniques, et les rues sont le meilleur endroit pour relier l'être humain à l'espace environnant, ce qui donne un portrait environnemental qui raconte une histoire complète. C'est sans aucun doute un moyen efficace d'éduquer le public sur notre environnement immédiat. »

— Ala Kheir

## Œuvres et réception

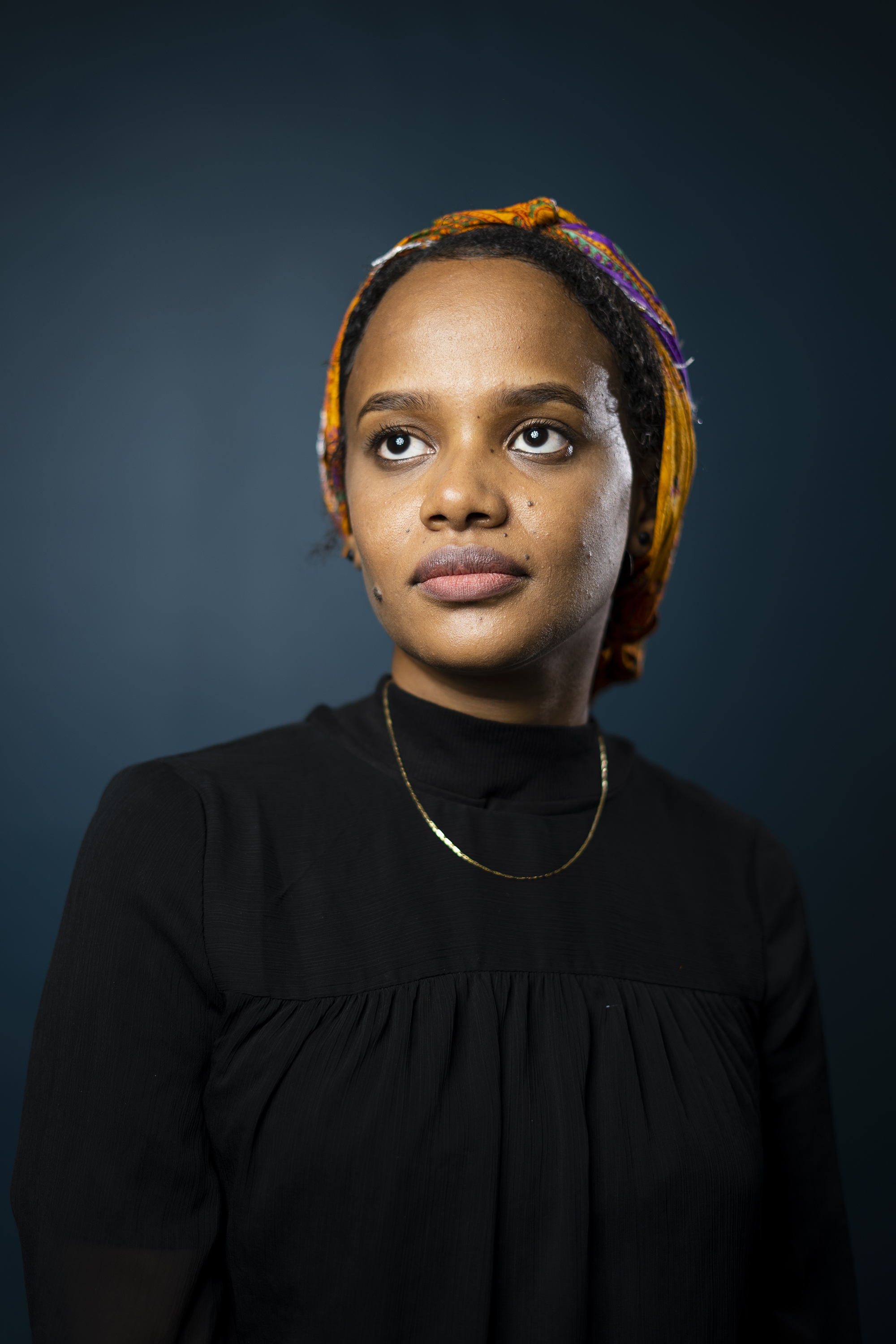
Portrait de l'artiste plasticienne soudanaise Amna Elhassan par Ala Kheir, 2020.

Les photographies de Kheir ont été publiées par The Guardian, et le magazine Brownbook de Dubaï et la World Architecture Community,.
En 2020, son travail est présenté parmi ceux de 17 photographes africains contemporains dans le livre The Journey. New Positions in African Photography,. De 2008 à 2018, ces photographes africains ont été invités à participer à la Photographers’ Masterclass, un programme de mentorat professionnel fondé par Simon Njami en collaboration avec le Goethe-Institut. Se voulant instructif et destiné à des lecteurs intéressés par la photographie africaine contemporaine, l'ouvrage explore également des questions telles que le rôle de l'autodidaxie dans un contexte où les écoles de photographie sont rares en Afrique, ainsi que l'importance de l'écriture dans la perception visuelle et les discours propres à la photographie africaine,,.
Dans le livre français sur 52 artistes africains contemporains Oh ! AfricArt, Kheir est le seul artiste soudanais représenté. Dans l'émission homonyme de France Télévisions, Ala Kheir est également choisi pour représenter son pays, avec la série « Revisiting Khartoum », où l'artiste s'attache à explorer le lien entre l'individu et l'espace, lui qui étudie l'évolution des paysages dans l'ensemble de son œuvre et utilise le noir et blanc pour mieux « restituer l’esprit des lieux et leurs métamorphoses ».
Pour son concours 2022, le World Press Photo nomme Kheir membre du jury africain.
Lors du conflit soudanais de 2023, The Guardian a publié un article de fond dans sa série « My best Shot » sur l'une des photos de Kheir de Khartoum et son approche personnelle de la photographie. Dans l'exposition collective « Recading Neglect » de 2023 à New York, Kheir est représenté avec des photos de personnes vivant dans la banlieue de Khartoum et souffrant de « maladies tropicales négligées », parmi lesquelles la lèpre, la maladie du sommeil et la cécité des rivières.

### Expositions individuelles et collectives
- « 50+1 », Malaysia, Kuala Lumpur (2007)[24]
- « Feel the color », Khartoum, avec Dia Khalil (2009)
- « The Un-governables », collective, New York (2012)
- « Khartoum », Addis Photo Festival (2012)
- « Invisible Borders », collective, Addis Photo Festival, Ethiopie (2012)[25]
- « Africa, Big change, Big chance », Milan, Italie (2014)
- « Khartoum 2 Addis », Biennale de Venise, Italie (2015)
- « Revisiting Khartoum », Biennale de Dakar, Sénégal (2016)[26]
- « Revisiting Khartoum, African Capitals », France (2017)
- « Thawra! ثورة Révolution! », Arles, France (2021)[7]
- « Reframing Neglect », Milan, New York et Abu Dhabi, Italie, États-Unis, Émirats arabes unis (2022-2023)[27],[28]

## Prix
- UN education photograph, 2010[24]
- Connect for Climate photo competition, 2e prix, 2012
- Our Continent, Our Future photo competition, 2e prix, 2013